# 西田司 (建築家)
西田 司（にしだ おさむ、1976年（昭和51年） - ）は日本の建築家。オンデザイン代表。東京理科大学准教授。

## 来歴・人物
- 大学卒業後、設計事務所を主宰しながら、東京都立大学助手、横浜国立大学大学院Y-GSA助手など歴任。現在、東京理科大学准教授。

## 略歴
神奈川県生まれ。
- 1999年　横浜国立大学工学部建築学科卒業。
- 1999年　建築設計スピードスタジオ共同設立 。
- 2004年　オンデザインパートナーズ設立。
- 2010年～　東北大学非常勤講師、東京大学非常勤講師、東京工業大学非常勤講師、日本大学非常勤講師、東京理科大学非常勤講師を兼務。
- 2019年〜　東京理科大学准教授。

## 主な作品
- 2000年　西田邸
- 2001年　ストリートインハウス
- 2002年　葉山の別荘
- 2002年　茅ヶ崎の家
- 2003年　辻堂の家
- 2004年　カレイドスコープハウス
- 2005年　伊豆アネックス
- 2009年　ヨコハマアパートメント
- 2010年　六本木農園
- 2011年　ISHINOMAKI２.0　設立理事
- 2012年　西能病院・整形外科センター西能クリニック
- 2014年　湘南港江ノ島ヨットハウス
- 2015年　コーポラティブガーデン
- 2015年　MORIUMIUS
- 2015年　隠岐国学習センター
- 2017年　unico
- 2017年　THE BAYS（コミュニティボールパーク化構想）
- 2017年　HAMA1961・Hama House
- 2019年　DOCK OF BAYSTARS（屋内・屋外練習場＋選手寮）
- 2020年　まちのような国際学生寮（神奈川大学国際学生寮）
- 2020年　TOKYO MIDORI LABO.
- 2021年　ANCHOR KOBE
- 2021年　バオバブ保育園
- 2022年　大分芸術短期大学キャンパス再整備
- 2022年　QUINTBRIDGE（NTT西日本オープンイノベーション施設）
- 2025年　Kawasaki　Spark（未来につながる公園）

## 受賞歴
- 2000年　東京建築士会住宅奨励賞
- 2000年　TEPCO快適住宅コンテスト入賞
- 2001年　TEPCO快適住宅コンテスト入賞
- 2002年　DANTOタイルコンテスト入賞
- 2003年　東京建築士会住宅賞
- 2003年　SD Review2007入選
- 2005年　神奈川建築コンクール2005優秀賞
- 2008年　グッドデザイン賞　ムシェット夏の家
- 2012年　JIA新人賞　ヨコハマアパートメント
- 2012年　グッドデザイン　復興デザイン賞　ishinomaki2.0
- 2013年　東京建築士会　住宅建築賞　FIKA
- 2014年　グッドデザイン賞　SEA DAYS
- 2016年　日本建築学会作品選奨受賞　湘南港ヨットハウス
- 2016年　BMW MINILIVING デザイナー選出国際コンペティション選出
- 2016年　ヴェネツィアビエンナーレ国際建築展日本館出展特別表彰受賞
- 2017年　グッドデザイン賞　「コミュニティボールパーク化構想」
- 2017年　住まいの環境デザインアワード　準グランプリ　コーポラティブガーデン
- 2018年　神奈川デザインアワード審査員特別賞　unico
- 2018年　グッドデザイン・ベスト100　「開発で生じる時間と場所の活用とデザイン [仮設HUB拠点-まちへの新しい挨拶の形-]」
- 2019年　グッドデザイン・ベスト100　「観察と試み〜深大寺の一軒家改修〜」
- 2020年　日本空間デザイン賞2020 金賞「神奈川大学新国際学生寮（まちのような国際学生寮）」
- 2020年　グッドデザイン・ベスト100「まちのような国際学生寮」「TOKYO MIDORI LABO. 」
- 2021年　第24回木材活用コンクール 最優秀賞（農林水産大臣賞）「大分県立芸術文化短期大学　キャンパス再整備」
- 2022年　横浜文化賞 文化芸術奨励賞「株式会社オンデザインパートナーズ」
- 2024年　第11回 横浜・人・まち・デザイン賞「まちに開かれた空間を持つ十日市場センター地区」（まちのツールボックス）